# Trollz
«Trollz» (стилизовано под маюскул) — песня американских рэперов 6ix9ine и Ники Минаж. Выход песни откладывался дважды, прежде чем был выпущен 12 июня 2020 года в качестве продолжения «Gooba», за три недели до этого, а также второго сингла с альбома TattleTales. Песня знаменует собой третье сотрудничество между исполнителями, после «Fefe» и «Mama», выпущенных в 2018 году. В песне идёт речь об интернет-троллях. 16 июня 2020 года была выпущена новая версия песни с другим куплетом Минаж и изменённым битом. Песня дебютировала на вершине чарта Billboard Hot 100, став первым чарттоппером 6ix9ine и вторым Минаж. Песня также является первым чартпоппером Минаж в качестве ведущего исполнителя.

## Предыстория и релиз
После освобождения из тюрьмы в начале апреля 2020 года Эрнандес выпустил свой первый сингл 8 мая 2020 года под названием «Gooba». После его обвинений в адрес Billboard в фальсификации и манипулировании чартами, а также в адрес руководства поп-певцов Арианы Гранде и Джастина Бибера в покупке «30 000 копий с шести кредитных карт» их песни «Stuck with U», 6ix9ine опубликовал фотографию, на которой он держит шесть кредитных карт, подписав фото: «не волнуйтесь, мы будем № 1 в следующий раз @billboard». 17 мая 2020 года он объявил, что возьмет небольшой перерыв в социальных сетях и опубликует видео в следующую пятницу. Он также пообещал выпустить несколько песен 22 мая, если «Gooba» соберёт 10 000 загрузок. Однако запланированный выпуск был впоследствии перенесён на 29 мая. 23 мая он попросил своих поклонников придумать название песни для его предстоящего сингла, которым оказался «Trollz». Вскоре после этого Эрнандес опубликовал видео, в котором подтвердил название песни. Рэпер также сообщил, что в песне присутствует ещё один исполнитель. 3 июня 6ix9ine объявил, что песня снова была отложена до 12 июня, заявив, что это «из уважения к тому, что мы сейчас переживаем», ссылаясь на продолжающиеся антирасистские протесты после гибели Джорджа Флойда.
Ники Минаж, по слухам, участвовала в записи песни, во время визита 6ix9ine с целью снять музыкальное видео в мае 2020 года. 10 июня 2020 года было подтверждено, что Ники Минаж является приглашённым исполнителем.
После релиза песни, Forbes раскритиковал «отчаянные попытки 6ix9ine раздуть дебют [песни]», заметив, что «в настоящее время есть четыре различные версии песни, доступные для загрузки на iTunes (оригинал, альтернативное издание и очищенные версии обоих), все со скидкой до 69 центов. 6ix9ine и Минаж продают множество музыкальных и товарных наборов, включая подписанные компакт-диски «TROLLZ», винил и толстовки. У песни также есть три музыкальных клипа: официальное видео и лирические клипы как для оригинального, так и для альтернативного издания». Forbes заключил, что «[6ixine] иллюстрирует готовность прощать обидчиков, потому что они продаются».

## Музыка и текст
Минаж сообщила, что она записала 11 различных версий куплета, прежде чем песня была выпущена в своём окончательном виде.
До выхода песни Минаж опубликовала в Твиттере эмодзи тако, намекая, что «Trollz» первоначально назывался «Taco».

## Отзывы
Джейсон Липшюц из Billboard включил песню в число самых важных релизов недели.

## Коммерческий успех
«Trollz» дебютировал на первом месте в американском чарте Billboard Hot 100, став первым чарттоппером 6ix9ine и вторым Минаж. Песня возглавила чарт Billboard Digital Songs с цифровыми продажами в 116 000, став первым чарттоппером 6ix9ine и шестым Минаж. Это также самый высокий недельный объём продаж со времён Тейлор Свифт «Me!» при участии Брендона Ури (2019) с продажами в 193 000. Минаж ровняется с Roddy Ricch и Арианой Гранде по количеству синглов номер один за 2020 год, по два у каждого. Она также стала второй женщиной-рэпером, дебютировавшей на вершине Hot 100, после Лорин Хилл в 1998 году.

## Музыкальное видео
Музыкальное видео выпущено вместе с синглом 12 июня 2020 года. Минаж сообщила, что видео было снято в гостевой спальне Эрнандеса, во время его пребывания под домашним арестом. Несмотря на то, что оба исполнителя утверждали, что видео побило рекорд по количеству просмотров среди хип-хоп-песен за первые 24 часа, YouTube заявил, что видео набрало только 32,5 миллиона просмотров, что на 6,4 миллиона меньше, чем «Gooba». Представитель компании заявил, что «платные рекламные просмотры на YouTube больше не будут учитываться при подсчёте просмотров за первые 24 часа».

### Краткий обзор
Подобно клипу «Gooba», «Trollz» имеет красочный, радужный тематический визуальный ряд. Видео начинается с того, что рэперы едят сахарную вату. После чего идёт переход на Минаж с разноцветными волосами, твёркающую в красном джакузи. 6ix9ine исполняет свой куплет и хук в красных, затем светлых и радужных косичках. На видео также видно, что он держит более 200 000 долларов наличными и, как и в клипе «Gooba», демонстрирует свой электронный браслет.

## Творческая группа
По данным Tidal, BMI и YouTube.
- 6ix9ine – основной исполнитель, автор песни
- Ники Минаж – основной исполнитель, автор песни
- Иеремия Райзен – аранжировка, автор песни, продюсер
- Джени Кларк – аранжировка, автор песни, продюсер
- Аарон Кларк – автор песни
- Wizard Lee - сведение, мастеринг
- Big Juice - сведение
- Джени Кларк - сведение
- Алекс Солис - арт-директор, дизайнер

## Чарты
| Чарт (2020)                                | Высшая позиция |
| ------------------------------------------ | -------------- |
| Австралия (ARIA)                           | 45             |
| Австрия (Ö3 Austria Top 40)                | 8              |
| Бельгия/Фландрия (Ultratip Bubbling Under) | 12             |
| Бельгия/Валлония (Ultratip Bubbling Under) | 17             |
| Канада (Billboard Canadian Hot 100)        | 4              |
| Чехия (Singles Digitál Top 100)            | 17             |
| Франция (SNEP)                             | 45             |
| Греция (IFPI)                              | 8              |
| Венгрия (Single Top 40)                    | 2              |
| Венгрия (Stream Top 40)                    | 6              |
| Ирландия (IRMA)                            | 12             |
| Италия (FIMI)                              | 60             |
| Нидерланды (Single Top 100)                | 51             |
| Новая Зеландия (RMNZ)                      | 3              |
| Шотландия (OCC Scotland)                   | 11             |
| Словакия (Singles Digitál Top 100)         | 2              |
| Швеция (Sverigetopplistan)                 | 51             |
| Швейцария (Schweizer Hitparade)            | 8              |
| Великобритания (OCC UK Singles)            | 12             |
| Великобритания (OCC UK Hip Hop/R&B)        | 10             |
| США (Billboard Hot 100)                    | 1              |
| США (Billboard Hot R&B/Hip-Hop Songs)      | 1              |
| США (Billboard Rhythmic)                   | 33             |
| США Rolling Stone Top 100                  | 3              |

## Сертификации
| Регион                                                                      | Сертификация | Продажи |
| --------------------------------------------------------------------------- | ------------ | ------- |
| США (RIAA)                                                                  | Золотой      | 500 000 |
| Данные о продажах + прослушиваниях приведены только на основе сертификации. |              |         |

## История релиза
| Регион    | Дата         | Формат                                              | Лейбл              | Прим.  |
| --------- | ------------ | --------------------------------------------------- | ------------------ | ------ |
| Различный | 12 июня 2020 | Цифровая дистрибуция стриминг 7-дюймовый CD кассета | Create Music Group | [ 53 ] |